# 336
Évszázadok: 3. század – 4. század – 5. század
Évtizedek: 280-as évek – 290-es évek – 300-as évek – 310-es évek – 320-as évek – 330-as évek – 340-es évek – 350-es évek – 360-as évek – 370-es évek – 380-as évek
Évek: 331 – 332 – 333 – 334 –  335 – 336 – 337 – 338 – 339 – 340 – 341

## Események

### Római Birodalom
- Virius Nepotianust és Tettius Facundust választják consulnak.
- Constantinus császár felveszi a Dacicus maximus címet, miután a gótok és szarmaták meghódításával ismét kiterjeszti a római fennhatóságot a Duna és a Kárpátok közötti síkságra.
- Constantinus háborút készít elő a Szászánida Birodalommal. II. Sápur király hadvezérét, Narsak hadvezérét a római klienskirályság Örményország megszállására küldi (ahol a herceget jelentős előrehaladás után csatában megölik) és követséget küld Constantinushoz a béke megőrzése érdekében, de a római császár elutasítja ajánlatát.
- A neves teológus Arius Konstantinápoly egyik utcáján hirtelen rosszul lesz és meghal; állítólag ellenfelei mérgezték meg.
- Január 18-án megválasztják Marcus pápát, aki azonban októberben meghal.[1]
- Először említik a karácsony megünneplését.

## Születések
- Hanzei, japán császár
- Ricsú, japán császár

## Halálozások
- október 7. – Marcus, római pápa[1]
- Arius, keresztény teológus

## Fordítás
- Ez a szócikk részben vagy egészben  a(z)   336 című angol Wikipédia-szócikk ezen változatának fordításán alapul.  Az eredeti cikk szerkesztőit annak laptörténete sorolja fel. Ez a jelzés csupán a megfogalmazás eredetét és a szerzői jogokat jelzi, nem szolgál a cikkben szereplő információk forrásmegjelöléseként.